# Giovanni Guidetti

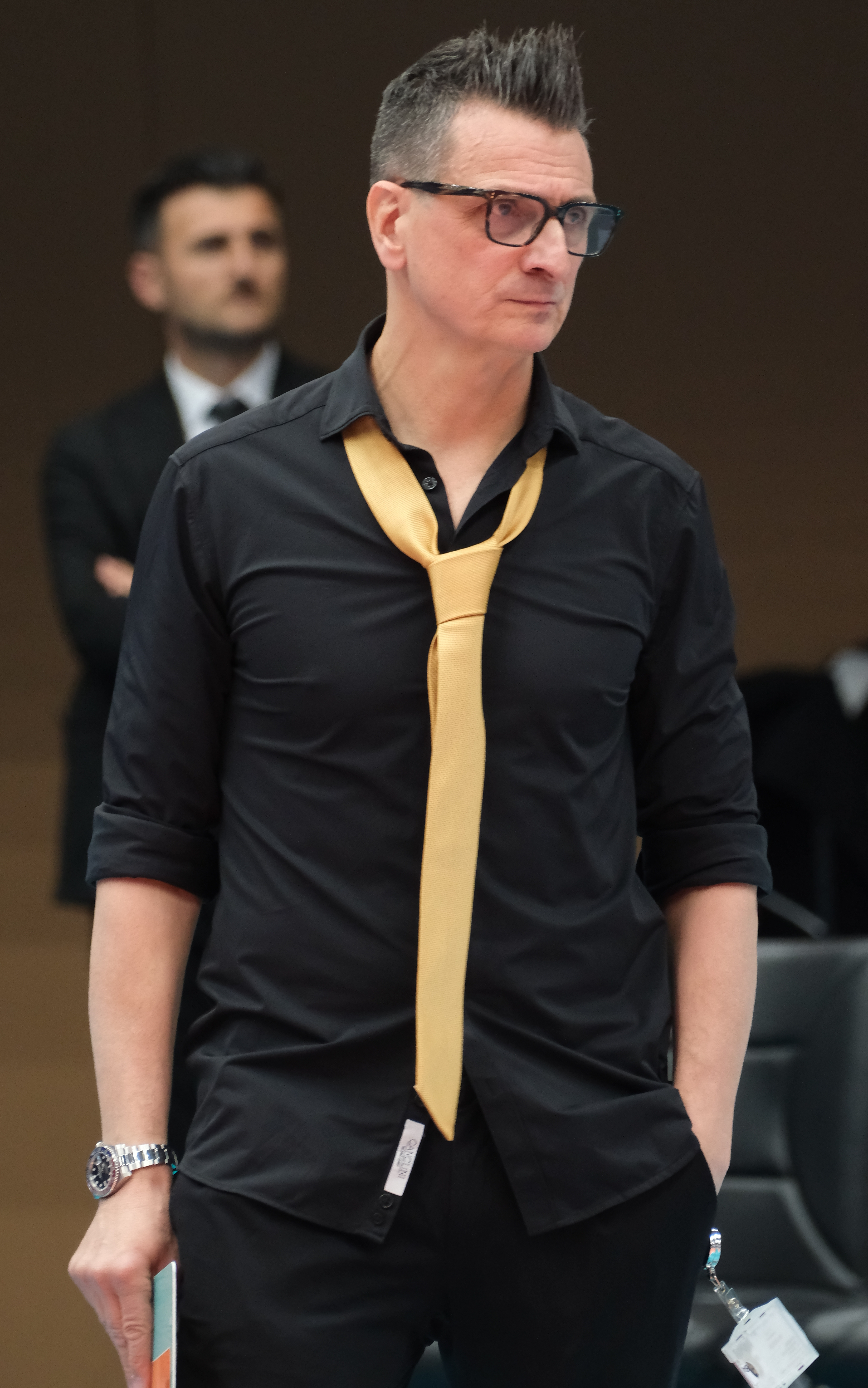
Giovanni Guidetti (2025)

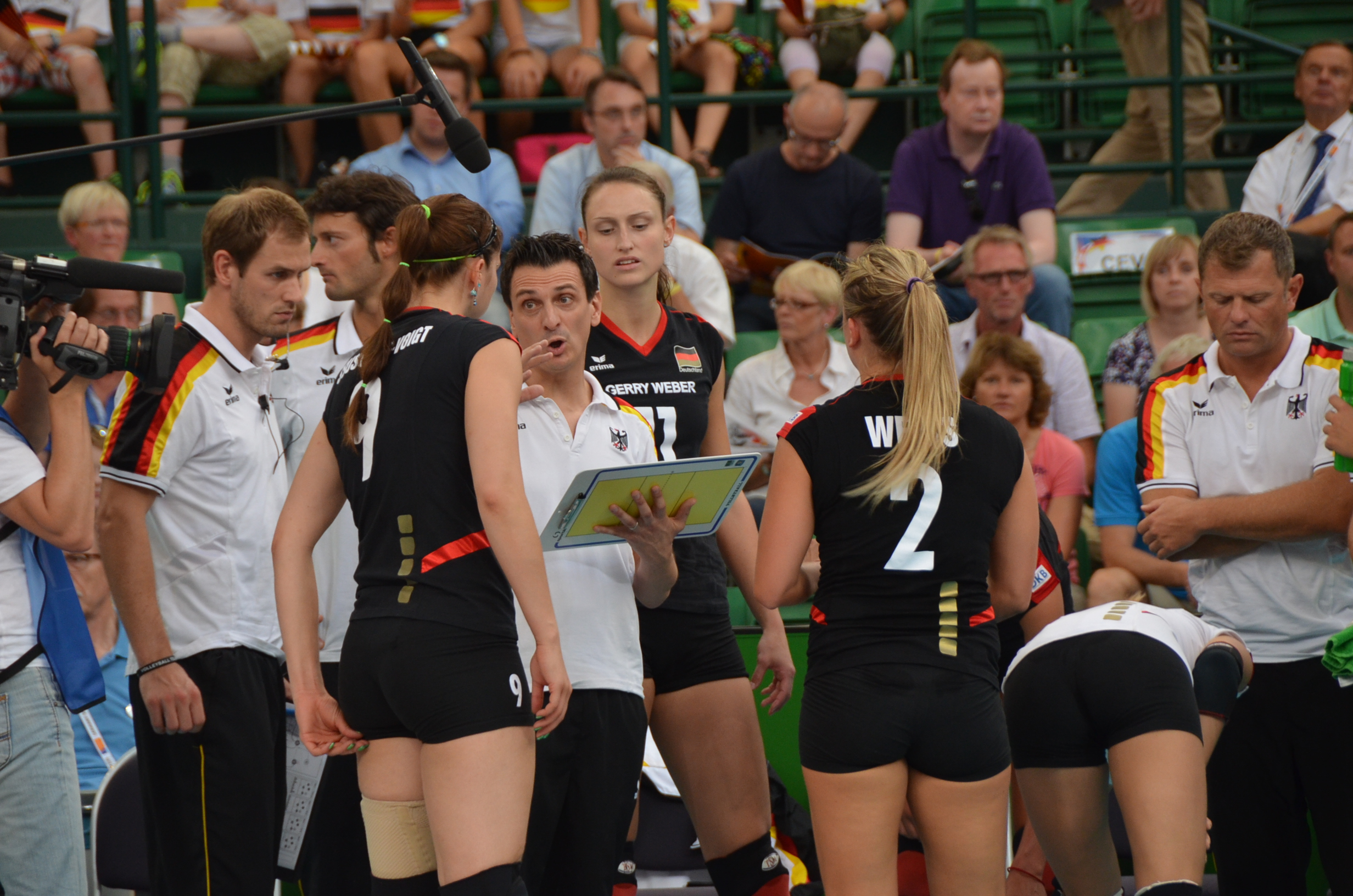
Giovanni Guidetti bei der EM 2013

Giovanni Guidetti (* 20. September 1972 in Modena, Italien) ist ein italienischer Volleyballtrainer. Er war von 2006 bis Januar 2015 Bundestrainer der deutschen Volleyballnationalmannschaft der Frauen. Derzeit (Stand 2025) ist er Trainer der kanadischen Frauen.

## Karriere
Guidetti trainierte von 1995 bis 1998 in seiner Heimat den Verein Spezzano, mit dem er 1997 in die erste Liga aufstieg. Für diesen Erfolg wurde er als „Trainer des Jahres“ ausgezeichnet.
Von 1997 bis 2000 agierte er außerdem als Co-Trainer der italienischen Nationalmannschaft. Während dieser Zeit nahm er an der WM 1998 und an den Olympischen Spielen in Sydney teil.
Nach seiner Tätigkeit bei USPV in den USA in der Saison 2000/2001 kehrte er als Trainer von Vicenza nach Italien zurück. Parallel zu seinem bis 2003 laufenden Engagement trainierte er zunächst die B-Nationalmannschaft der USA (2002) und dann die Auswahl Bulgariens.
In der Saison 2003/04 war er Coach von Modena, anschließend wechselte er nach Chieri, wo er 2004 erneut mit dem Titel „Trainer des Jahres“ geehrt wurde und 2005 den Top Teams Cup gewann.
Als Bundestrainer Hee Wan Lee wegen Unstimmigkeiten mit den Bundesliga-Vereinen von seinem Amt zurücktrat, verpflichtete der Deutsche Volleyball-Verband Guidetti im April 2006 für die Frauennationalmannschaft, mit der er an der WM in Japan teilnahm und Platz elf erreichte.
Seit 2008 ist Guidetti gleichzeitig Technischer Direktor beim türkischen Verein Vakıfbank Güneş Sigorta İstanbul.
Bei der WM 2010 erreichte er mit den deutschen Frauen in Japan mit Rang sieben die beste Platzierung seit 16 Jahren. Ein Jahr später gewann er mit der Frauennationalmannschaft bei der Volleyball-Europameisterschaft 2011 in Serbien und Italien die Silbermedaille, ebenso bei der EM 2013 in Deutschland und der Schweiz.
In der Saison 2012/13 gewann Guidetti mit Istanbul nach 47 Siegen in Folge ungeschlagen den türkischen Pokal, die Champions League und die türkische Meisterschaft.
Bei der WM 2014 kamen die deutschen Frauen mit Guidetti trotz größerer Ambitionen nur auf den neunten Rang. Anschließend kam es zu Diskussionen zwischen einigen Spielerinnen und dem Bundestrainer, der seinen Rücktritt anbot, aber dann zusagte, die Nationalmannschaft bis 2016 zu trainieren.
Am 9. Januar 2015 gab der DVV bekannt, dass der Verband und Guidetti sich einvernehmlich trennten. Begründet wurde die Trennung mit dem Vertrauensverlust nach der WM. Wegen Guidettis gleichzeitiger Tätigkeit in der Türkei habe er nicht genug Zeit für den Umbau der Nationalmannschaft.
Am 22. Januar verkündete der niederländische Volleyballverband, dass Guidetti neuer Trainer der niederländischen Frauen wurde. Er übernahm das Amt des Bondscoaches von Gido Vermeulen, der zu den Männern wechselte. In dieser Funktion wurde er bei der EM 2015 erneut Vize-Europameister und führte die Niederländerinnen 2016 zum 4. Platz bei den Olympischen Spielen in Rio de Janeiro. Anfang 2017 beendete er diese Tätigkeit und übernahm von 2017 bis 2022 das türkische Nationalteam der Frauen.
Seit Ende 2022 ist Guidetti Trainer der serbischen Frauennationalmannschaft.